# Fogathajtóverseny (Csillagok háborúja)
A fogathajtóverseny (vagy fogatverseny, az eredetiben: podracing) a Csillagok háborúja elképzelt univerzumában az egyik legveszélyesebb sebességi, technikai sport, amit különleges építésű, általában két hajtóművel rendelkező, közvetlenül a föld felett lebegő, gyorsan száguldó járművekkel művelnek.

## Története
A fogathajtóverseny a nevét onnan örökölte, hogy valamikor különböző állatok húzták a kisméretű kocsikat, amiben a hajtó helyezkedett el. A járműveket a technikai fejlődésnek megfelelően folyamatosan fejlesztették, a cél mindig a legnagyobb sebesség elérése volt.
A modern kori fogathajtóverseny először a Malastare bolygón jelent meg.
A Galaktikus Birodalom korában élte virágkorát, főleg a Külső Perem bolygóin volt népszerű (például: Tatuin, Malastare, Ando Prime), de a Magvilágban is figyelemmel kísérték a versenyeket, például a Coruscanton is. Később mindenütt betiltották a magas halálozási arány miatt.

## Leírása
A formális megnyitó az arénában zajlik, ekkor a versenyzők zászlóit a startvonalhoz viszik. A zászlókon a versenyzők egyéni emblémája látható. A zászlóvivők távozása után begyújtják a motorokat és megkezdődik a verseny.
A verseny egy arénában indul és ott is ér véget, a verseny java azonban a nyílt terepen zajlik, melyen a pálya íve csak érzékeltetve van, az egyetlen megkötés, hogy bizonyos ellenőrzési pontokat a versenyzőknek kötelezően érinteniük kell. A versenynek ezt a szakaszát az arénában ülők számára a terepen elhelyezett, magasban lebegő kamerák közvetítik. A verseny mindig több körből áll.
A nézők számára a verseny érdekességét és izgalmát a látványosság mellett az adja, hogy nagy összegű fogadásokat kötnek a verseny kimenetelére (bár a fogadás elvileg törvénytelen), amit erősen befolyásol a veszélyes terepeken szinte biztosan előforduló, többnyire halálos balesetek nagy száma.
Az egyik versenyző nyilatkozata szerint:
„Az emberek nem azért jönnek ezeket a versenyeket nézni, hogy szép arcokat lássanak. Őket a fogadások, az ütközések és a halálos balesetek vonzzák.”
A versenyben részt vevő járművekre kevés megkötés vonatkozik, alakjuk ezért is igen változatos. A változatosság másik oka, hogy a versenyzők különböző fajokhoz tartoznak, így a kabinjukat a saját fajuknak megfelelően alakítják ki. A járművek közös jellemzője, hogy (a szimmetria és a nagy tolóerő-tömeg arány igénye miatt) általában két (ritkábban egy), nagy teljesítményű hajtómű elöl, a versenyző kabinja pedig a kettő között, hátrébb helyezkedik el. A hajtóműveket (amik 21. századi, földi sugárhajtóművekre emlékeztetnek) energianyaláb tartja egymással laza kapcsolatban, a kabintól pedig rugalmas vezérlőkábelek futnak a hajtóművekhez. Az egész szerkezet antigravitációs taszítással állandóan a föld fölött lebeg, ez megkönnyíti a szerelési, szervizelési munkákat is.
A versenyző a közvetlenül a hajtóművek előtt és mögött elhelyezett mozgatható lemezekkel is befolyásolja a motorok teljesítményét, illetve irányítja a járművét ezek szabályozásával. Az óriási tolóerő és tehetetlen tömeg miatt a fordulás, kanyarodás nagy technikai ügyességet kíván. Fékezésre az ilyen hajtóművel rendelkező repülő járműveknél szokásos módon úgy van lehetőség, hogy a hajtóműből kiáramló gázokat a fékezőlemezekkel előrefelé terelik. Anakin járművénél csak a hajtómű előtt vannak fékezőlemezek, amik a levegővel való súrlódást használják ki.  A fékezésnek nagy kockázata van a versenyzőre nézve, mivel a kabin csak rugalmas kapcsolatban van a hajtóművekkel, így azok lefékeződésekor a kabin (megtartva korábbi sebességét) a versenyzővel együtt előre lendül.
Katapult, ejtőernyő, biztonsági ülés, légzsák... ezek ismeretlen fogalmak az ilyen versenyen. A versenyző általában csak egy védőszemüveget visel a menetszél ellen, ami az elért nagy sebesség mellett elengedhetetlen.

## Versenypályák, versenyek
A legismertebb fogathajtóversenyek egyike a Boonta Eve Classic, amit a Tatuin bolygón tartottak Y. e. 32-ben. A látványosság azért volt különösen érdekes, mert ezen indult és nyert először az emberi fajhoz tartozó versenyző, név szerint Anakin Skywalker, aki a verseny idején még csak 9 éves volt.
Anakin számára nem egyszerűen a verseny megnyerése volt a tét, hanem, mivel abban az időben ő és anyja (Shmi Skywalker) rabszolgák voltak, a személyes szabadság elnyerése. Ezen a versenyen 18 induló volt, de ebből csak 6 ért célba.
További népszerű versenyek: 
(zárójelben a bolygó neve, ahol a versenyt tartják)
- Ando Overland, (Ando Prime)
- Boonta Eve Classic / Mos Espa Raceway (Tatuin)
- Togatto Speedway (Esseles)
- Doolis Podrace Arena (Caprioril)
- Vengeance (Oovo IV), Executioner, Malevolent, Desolation Alley és a The Gauntlet (Oovo IV)
- Phoebos Memorial Run, Vinta Harvest Classic, és a Malastare 100 (Malastare)
- Pouffra Circuit
- Aleen Classic (Aleen)
- Great Dordon Caves (Euceron)
- Mon Gazza Speedway (Mon Gazza)
- pályák találhatók továbbá a következő bolygókon is: Troiken, Aquilaris, Ord Biniir, Ord Ibanna, Baroonda, Gamorr, Ando Prime, Ryloth, Dac és Sullust.

## Megjelenése

### A filmekben
Csak a Baljós árnyak című filmben jelenik meg.

### Videojátékokban
- Star Wars: Episode I Racer
- Star Wars: Racer Arcade

### Képregényekben
- Star Wars Episode I: The Phantom Menace (1999, Dark Horse)
- Podracing Tales (2000-ben online jelent meg, a hivatalos Star Wars portál és a Dark Horse kiadó közreműködésével)
- Dear Anakin (kiadó: Tokyopop)

### Könyvekben
- Terry Brooks: Star Wars Episode I: The Phantom Menace (1999, Del Rey) – első megjelenés
- Ryder Windham: The Rise and Fall of Darth Vader (ifjúsági könyv) (2007)

## Háttérinformációk
Nem nehéz felfedezni a párhuzamot a római harci szekerekkel tartott versenyekkel, amik az ókori Róma uralma alatt voltak népszerűek.